# 狮子岛霉素A
狮子岛霉素A是一种烯二炔抗生素，化学式为C46H52N4O12S4，它是从鹿儿岛县狮子岛的物种Didemnum proliferum中提取出来的。
它最初于2003年被分离出来。其全合成也有报道。